# Groupe Investors
 (janvier 2008).
Si vous disposez d'ouvrages ou d'articles de référence ou si vous connaissez des sites web de qualité traitant du thème abordé ici, merci de compléter l'article en donnant les références utiles à sa vérifiabilité et en les liant à la section « Notes et références ».
Groupe Investors Inc. (Investors Group Inc.) fait partie du groupe d’entreprises de la Société financière IGM Inc depuis 1986. La Société financière IGM Inc appartient à Power Corporation du Canada. Power Corporation du Canada cotée en bourse de Toronto est une entreprise canadienne de gestion et de portefeuille international diversifiée qui détient des participations dans des sociétés de services financiers, de communications et d’autres secteurs.

## Historique
Fondé en 1926, le Groupe Investors vend des produits et services de gestion de placements, d'assurance, de valeurs mobilières, ainsi que des produits et services bancaires et hypothécaires à ses clients au moyen d'une planification financière intégrée.
Par l'entremise d'un réseau de plus de 4 600 conseillers, la société offre des conseils et des services en planification financière, notamment en ce qui a trait à la planification de placements et de la retraite, ainsi qu'à la planification successorale et fiscale, à près d'un million de Canadiens.

## Responsabilité Sociale
Le Groupe Investors réalise plusieurs initiatives sociales. Certains engagements incluent:
- Membre fondateur d’Imagine Canada
- Plus de 6,7 millions de dollars en dons à plus de 1 700 organismes de bienfaisance au Canada en 2012
- Plus de 13 années de partenariat avec Bénévoles Canada[1]